# Walter Gilbert
Walter Gilbert (né le 21 mars 1932) est un biochimiste, médecin, pionnier de la biologie moléculaire et entrepreneur américain. Il est colauréat avec Frederick Sanger de la moitié du prix Nobel de chimie de 1980.

## Biographie

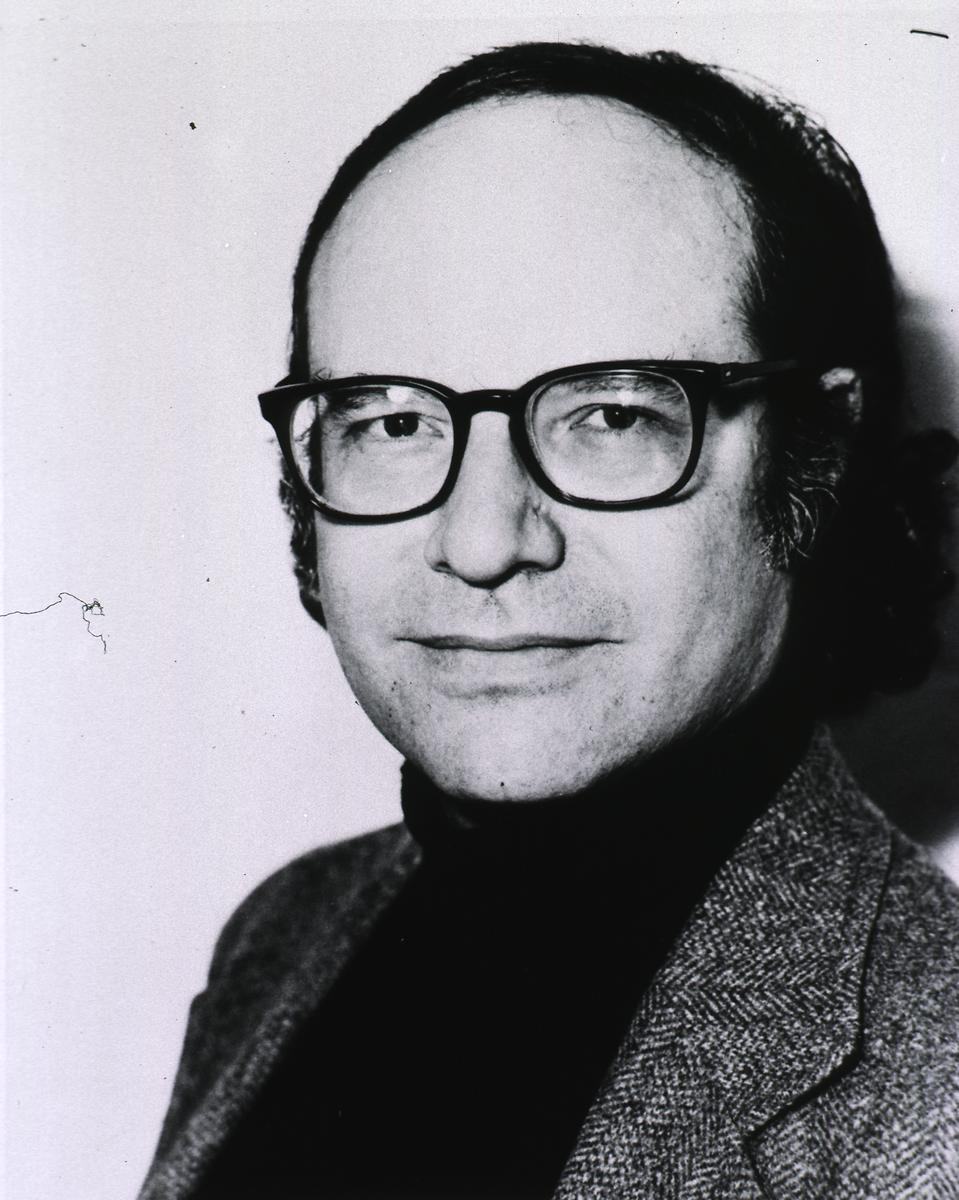
Walter Gilbert

Gilbert naît à Boston dans le Massachusetts. Il étudie à la Sidwell Friends School, l'université Harvard et l'université de Cambridge. Avec Allan Maxam (en) il développe une nouvelle méthode du séquençage de l'ADN. Son approche pour tenter la première synthèse de l'insuline a échoué devant celle de Genentech qui a préféré utiliser un gène construit à partir des nucléotides plutôt qu'à partir d'une source naturelle.
Frederick Sanger et lui sont colauréats de la moitié du prix Nobel de chimie de 1980 (l'autre moitié a été remise à Paul Berg) « pour leurs contributions à la détermination des séquences de base dans les acides nucléiques ». Gilbert est aussi l'inventeur du nom « hypothèse du monde à ARN », le concept ayant été proposé par Carl Woese en 1967.
Gilbert est cofondateur de Biogen. Il est connu pour son apport à la controverse sur le sida, thèses dont il se serait éloigné par la suite.